# Минор, Осип Соломонович
О́сип Соломо́нович Мино́р (26 ноября (8 декабря) 1861, Минск — 24 сентября 1932, Париж) — российский политический деятель, юрист, социалист-революционер.

## Биография
Родился 26 ноября 1861 года в Минске, в семье местного раввина Зелика Кушелевича Минора и его жены Муши Элевны Минор. Брат невролога Лазаря Минора. Учился в Ярославском юридическом лицее и Московском университете.
Член партии эсеров. В 1910 году за революционную деятельность приговорён к десяти годам каторги. С 1917 года — член ЦК партии эсеров, редактор газеты «Труд».
В конце марта 1917 года Осип Соломонович Минор возвратился из ссылки в Москву, где он был избран председателем Московской городской думы от партии эсеров, стал членом Учредительного собрания, вскоре после разгона которого был арестован.
По воспоминаниям Ф. Раскольникова об Учредительном собрании:

Кто-то из караула берёт винтовку на изготовку и прицеливается в лысого Минора, сидящего на правых скамьях. Другой караульный матрос с гневом хватает его за винтовку и говорит:
— Бр-о-о-ось, дурной!

В эмиграции с 1919 года, в Париже возглавлял Политический Красный крест. Член редколлегии журнала «Воля России». Автор книги воспоминаний «Это было давно».
Жена — Анастасия Наумовна Шехтер.

## Стихи
Стихотворение Минора, которое было опубликовано в газете «Труд» сразу после освобождения Минора из большевистской тюрьмы в феврале 1918 года.
В тюрьме. 

Кто б ты ни был, жертва свинства, 

Меньшевик, с.-р., с.-н., 

Рыцарь Маркса из «Единства» 

Иль из «Речи» джентльмен. 

Или Дона сын мятежный, 

Или польский кавалер, 

Иль с Украйны зарубежной 

Контрреволюционер, 

Забастовщик из «Потеля», 

Саботер из «Земсоюз», 

Правый фланг из ex «Викжеля», 

Помни сей Hôtel de Luxe! 

«Труд», 1918, 24 (11) февраля, № 255.